# Athamas
Dans la mythologie grecque, Athamas (en grec ancien Ἀθάμας / Athámas) est le fils d'Éole (le fils d'Hellen) et le roi de Béotie.
À Orchomène, on le marie à Néphélé, une nymphe, et de leur union naquirent Hellé puis Phrixos. Il prend pour seconde femme Ino, fille de Cadmos (fondateur de la cité de Thèbes) et d'Harmonie, dont il a deux fils, Léarque (Léarchos) et Mélicerte.
Dionysos lui est confié par Hermès pour le soustraire à la jalousie d'Héra, mais celle-ci le retrouve et frappe de folie Ino et Athamas. Prenant son fils Léarque pour un cerf, il le pourchasse et le tue. Il est chassé de Béotie et va consulter l'oracle de Delphes qui lui conseille de s'installer là où des bêtes sauvages l'inviteraient à leur repas. En Thessalie, il croise des loups qui dévoraient un mouton et qui s'enfuient à son approche. Athamas comprend la prédiction, fonde la cité d'Alos et devient le roi de la contrée alentour. Cette dernière prend le nom d'Athamantia. Par la suite il a une troisième épouse, Thémisto.
Il aurait donné son nom à la région d'Épire, l'Athamanie.

## Interprétation du mythe

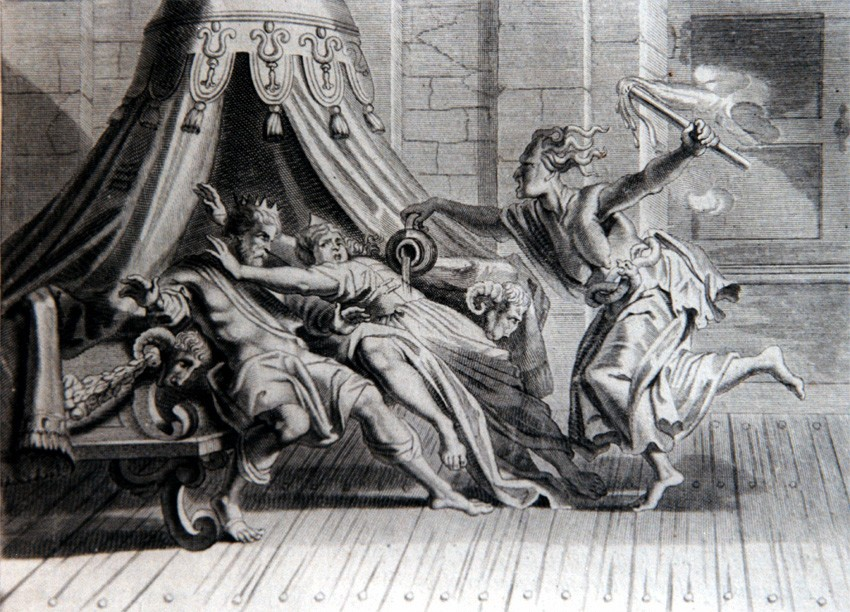
Scène représentant Tisiphone, Athamas et Ino (XVIIe siècle).

Selon Hélène Vial, le mythe d'Athamas est fondé sur le motif de la folie meurtrière, lui-même basé sur le principe d'une "métamorphose imaginaire". La métamorphose d'Athamas, à la différence de nombreux autres personnages mythologiques énumérés dans l'oeuvre d'Ovide Les Métamorphoses, voit sa métamorphose être interne et non pas externe. Il n'y a pas de "métamorphose des formes en corps nouveaux" (comme cela est le cas pour la nymphe Syrinx ou pour Pyrame et Thysbé par exemple, où leurs corps changent de formes et se métamorphosent complètement), mais bien une métamorphose dans l'oeil d'Athamas. Il ne subit aucun changement, mais perçoit le monde métamorphosé, et souhaite tuer ses enfants et sa femme. Le lecteur est donc incité à voir une métamorphose, alors qu'elle n'existe pas : l'auteure qualifie cela de "substitut de métamorphose". Le lien est fort entre le destin tragique d'Athamas (en tout cas pour cette partie de son mythe) et la métamorphose imaginaire de ses proches. Hélène Vial écrit ainsi : 
[Il s'agit de] certains états modifiés de la conscience dans lesquels se trouvent symboliquement mis en scène le motif de la métamorphose, tel l'hallucination qui, dans l'esprit d'Agavé et d'Athamas, transforme Penthée en sanglier et Ino et ses enfants en lions [...]. 
Hélène Vial précise cependant que la métamorphose intervient finalement à la toute fin du mythe, lorsque les personnages sont morts : ils passent d'un statut de vivants à celui de morts, dernière métamorphose pour les humains. 

## Sources antiques
- Pseudo-Apollodore, Bibliothèque [détail des éditions] [lire en ligne] (I, 7, 3 ; I, 9, 1-2 ; III, 4, 2-3).
- Catalogue des femmes [détail des éditions] (fr. 4 Evelyn-White).
- Hérodote, Histoires [détail des éditions] [lire en ligne] (VII, 197).
- Hygin, Fables [détail des éditions] [(la) lire en ligne] (I-V ; CCXXXIX ; CCXLV ; CCLXXIII).
- Ovide, Métamorphoses [détail des éditions] [lire en ligne] (IV, 416 et suiv.).
- Nonnos de Panopolis, Dionysiaques [détail des éditions] [lire en ligne] (V, 198 et 557 ; IX, 56, 304 et 317).
- Pausanias, Description de la Grèce [détail des éditions] [lire en ligne] (VI, 21, 11 ; IX, 34, 7-8).